# Ausspeisung

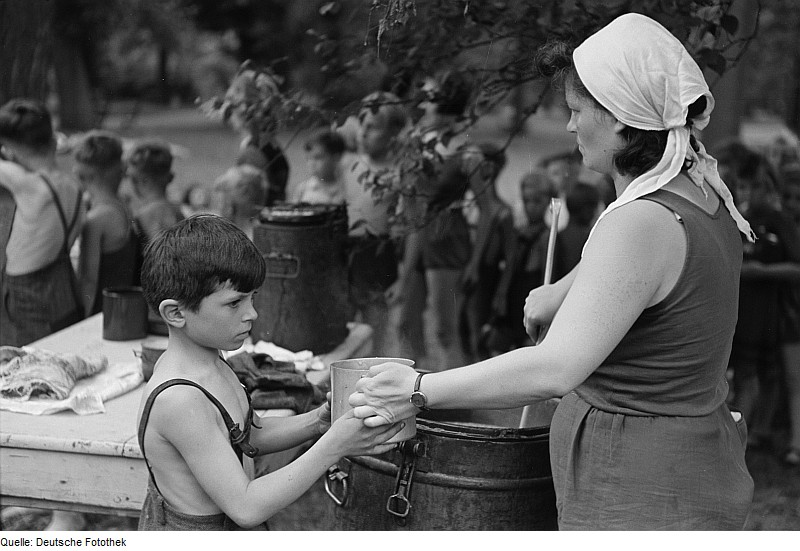
Junge lässt sich einen Topf Suppe geben (Leipzig 1951)

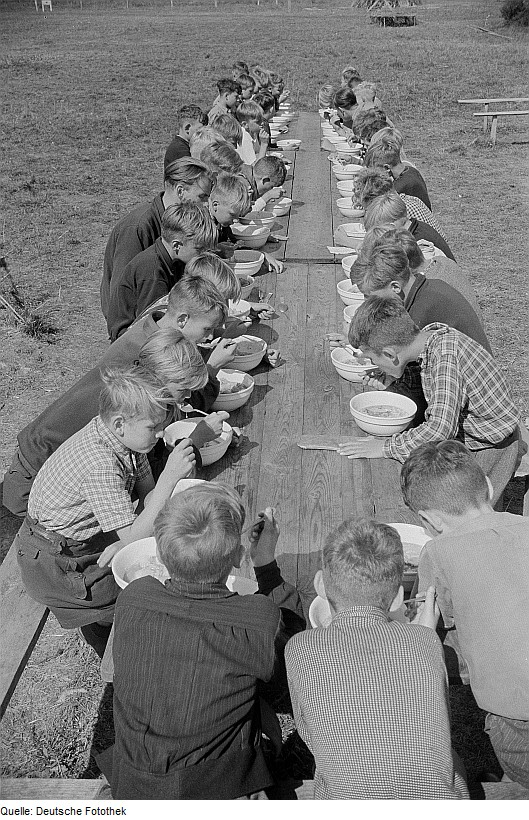
Kinder während des Essens an einer Holztafel im Freien (1952)

Als Ausspeisung wird die Versorgung von Kindern, Armen und Hilfebedürftigen mit warmem Essen bezeichnet.
Der Begriff ist in Deutschland (veraltend), Österreich und der Schweiz belegt. Auch historisch wurde dieser Terminus in offiziellen Aufschrieben verwendet.
Nach Ende des Zweiten Weltkriegs führten in Deutschland und Österreich insbesondere die US-Besatzungsmacht und die Kinderhilfe des Schweizerischen Roten Kreuzes solche Ausspeisungen durch, teilweise aber auch die besser gestellten Kommunen, manche Pfarrgemeinden, die Caritas und andere Hilfsorganisationen.
Beispielsweise wurden und werden in Wien und Niederösterreich auch Schulausspeisungen durchgeführt, also ganze Schulklassen mit Armensuppe und anderer Nahrung versorgt. Später kamen Kinderhilfs-Programme auch in Form von Essenspaketen für Familien und durch monatsweise Verschickungen auf Kindererholungs- und Ferienlager hinzu. Auch heute finden noch Schulausspeisungen statt.
Im heutigen Sprachgebrauch wird der Begriff Ausspeisung auch für das Einnehmen von Mahlzeiten in Justizvollzugsanstalten (Gefängnissen) genutzt.
Siehe auch:
- Kinderhilfswerk, Armenversorgung
- Hunger, Nahrungsmittelhilfe